# Louis Boisrond-Tonnerre
Louis Félix Mathurin Boisrond-Tonnerre, nacido 6 juin 1776 en Torbeck (Saint-Domingue), ejecutado el 24 de octobre de 1806, es un escritor e historiador haitiano, secretario del emperador Jean-Jacques Dessalines y redactor del Acta de Independencia de la República de Haití .

## Biografía
Boisrond-Tonnerre nació como Louis Boisrond en la ciudad de Torbeck, en el suroeste de Saint-Domingue, el 6 de junio 6 juin 1776   El origen del Trueno asociado a su nombre es poco conocido.
Mulatto, Boisrond-Tonnerre fue a estudiar a París, con su tío paterno Louis François Boisrond-Jeune, diputado en el Consejo de los Quinientos. En 1798 regresa a Saint-Domingue y se instala en Saint-Louis-du-Sud.
Participó con entusiasmo en la Guerra de Independencia de 1802-1803 y llamó la atención del general Jean-Jacques Dessalines, que le nombró su secretario. Fue autor de la Declaración de Independencia de Haití en 1804. También es conocido por su trabajo Memorias para servir a la historia de Haití 
Tras la independencia, Louis Boisrond-Tonnerre se convirtió, junto con Juste Chanlatte y Etienne Mentor, en uno de los consejeros más cercanos a Jean-Jacques Dessalines, que fue coronado Emperador de Haití. Tras el asesinato de Dessalines en octubre de 1806, Boisrond-Tonnerre fue encarcelado. Pocos días después, fue ejecutado en su celda.
En 1851, el historiador Joseph Saint-Rémy publicó un texto de Boisrond-Tonnerre, Mémoires pour servir à l'histoire d'Haïti, que glorificaba las acciones de Jean-Jacques Dessalines en la Guerra de la Independencia.

## Obras principales
- Acta de Independencia de la República de Haití, leído por Jean-Jacques Dessalines el 1 de enero de 1804 en Gonaïves
- Mémoires pour servir à l'histoire d'Hayti, Port-au-Prince, Imprimerie centrale du gouvernement, 1804. Reimpreso por Joseph Saint-Rémy con el título Mémoires pour servir à l'histoire d'Haïti, par Boisrond-Tonnerre, précédés de différents actes politiques dus à sa plume et d'une étude historique et critique, Paris, librairie France, 136 pages, 1851.